# Курто, Сэмюэл
Сэмюэл Курто (англ. Samuel Courtauld; 7 мая 1876, Брейнтри (Эссекс) — 1 декабря 1947, Лондон) — английский предприниматель, текстильный фабрикант, меценат и коллекционер произведений искусства. Основатель Института искусства Курто и Галереи Курто в Лондоне.

## Биография
Сэмюэл Курто — потомок французского ювелира, протестанта (гугенота), эмигрировавшего в Англию после отмены Нантского эдикта 1598 года о свободе вероисповедания королём Людовиком XIV в 1685 году. Он был сыном Сиднея Курто (1840—1899) и Сары Люси Шарп (1844—1906), и приходился внучатым племянником текстильному магнату Сэмюэлю Курто.
Семья Курто за несколько поколений сколотила значительное состояние на текстильных фабриках, прежде чем Самюэл Курто IV (четвёртый владелец производства) присоединился к компании в 1908 году и вскоре стал её генеральным директором. Он занимал эту должность с 1921 по 1946 год. В двадцатые годы компания «Courtaulds», производитель вискозного волокна (искусственного шёлка), добилась ещё большего прироста капитала.
Сэмюэл Курто IV получил образование в частной «Школе Рагби» (Rugby School) в городе Рагби (Регби) в графстве Уорикшир. После окончания школы он посетил Германию и Францию, где изучал технологию текстильного производства, чтобы подготовиться к работе в семейном бизнесе.
20 июня 1901 года Сэмюэл Курто женился на Элизабет Терезе Фрэнсис Келси. Среди детей от этого брака была Сидней Элизабет Курто (1902—1954), которая вышла замуж за известного политика Рэба Батлера. Младший брат Сэмюэла, Стивен Курто, также был меценатом и известен своей работой по восстановлению дворца Элтем в юго-восточной части Лондона. Огюстен (Августин) Курто (1904—1959), двоюродный брат Сэмюэла, был исследователем, известным своими новаторскими наблюдениями за климатом ледяного покрова Гренландии.
Сэмюэл Курто — коллекционер и меценат
Курто заинтересовался изобразительным искусством после того, как в 1917 году увидел коллекцию Хью Лейна на выставке в галерее Тейт. Однако свою деятельность коллекционера он начал в 1922 году после выставки французского искусства в «Клубе искусств Бёрлингтона» (Burlington Fine Arts Club). Курто был одним из первых коллекционеров, проявивших интерес к картинам французских импрессионистов и постимпрессионистов. Курто любил картины и даже писал о них стихи. По совету Роджера Фрая и других он стал приобретать произведения французских импрессионистов и Поля Сезанна, взял в аренду один из лучших домов постройки архитектора Роберта Адама в Лондоне (Home House, 20 Portman Square), где и выставил свои приобретения. В течение 1920-х годов он собрал обширную коллекцию, включающую шедевры Эдуарда Мане (Бар в «Фоли-Бержер»), Пьера Огюста Ренуара («Ложа»), Винсента Ван Гога («Автопортрет с отрезанным ухом»), Поля Сезанна («Гора Сент-Виктуар»). Большая часть картин была приобретена между 1926 и 1930 годами, хотя страсть к собирательству несколько уменьшилась после смерти его жены Элизабет (известной как Лил) в 1931 году.
В 1932 году вместе с дипломатом и коллекционером лордом Артуром Ли из Фархема и историком искусства сэром Робертом Уиттом Сэмюэл основал «Институт искусства Курто». Курто предоставил бо́льшую часть средств для основания Института, поэтому он и был назван его именем.
В 1931 году он начал перестройку дома на Портман-сквер для размещения Института, который служил этой цели в течение почти шестидесяти лет. Собрание Курто в 1930-х годах пополнялось за счёт новых приобретений и пожертвований и в 1947 году было завещано Институту. Галерея содержит около 530 картин и более 26 000 рисунков и гравюр. Курто также создал фонд с начальным капиталом в 50 000 фунтов стерлингов для галереи Тейт и Национальной галереи в Лондоне для пополнения национальных коллекций произведений живописи французских импрессионистов и постимпрессионистов.